# Еленчук, Николай Васильевич
Николай Васильевич Еленчук (27.12.1929 — 28.06.1988) — председатель колхоза имени XXII партсъезда Фалештского района Молдавской ССР, Герой Социалистического Труда (08.04.1971).
Родился 27 декабря 1929 года в селе Фэгэдэу, ныне Фалештский район Молдавии. Член КПСС с 1956 года.
Работал в селе Новая Челаковка в колхозе, который с 1961 года назывался «имени ХХІІ съезда КПСС». С 1956 года заместитель председателя, с 1962 года председатель колхоза.
За пятилетку 1966—1970 годов получена средняя урожайность озимой пшеницы 23 центнера с гектара на площади 713 гектаров, сахарной свеклы — по 374 центнера на площади 630 га.
Постоянно работал над решением кадровых вопросов и развитием технической базы. В 1970 году в его колхозе насчитывалось 30 специалистов с высшим и средним специальным образованием, 55 тракторов, 17 самоходных комбайнов, 27 грузовых машин.
Колхоз из года в год выполнял государственные планы по сдаче мяса, молока, яиц, смушек, шерсти, маслосемян, табака, овощей, сахарной свеклы.
Депутат Верховного Совета СССР 7-го созыва и Верховного Совета Молдавской ССР 8-го созыва.
Герой Социалистического Труда (08.04.1971). Награждён орденом «Знак Почёта».